# Claudine Bouzonnet-Stella
Claudine Bouzonnet Stella est une graveuse, peintre et éditrice française, née à Lyon le 7 juillet 1636 et morte à Paris le 1er octobre 1697. Elle est principalement connue pour ses gravures des œuvres de Nicolas Poussin et de son oncle Jacques Stella.

## Biographie
Elle a reçu son éducation artistique de son oncle Jacques Stella.
Le méticuleux inventaire des « Tableaux, Desseins, Estampes et Livres » qu’elle possédait, ainsi que des planches qu’elle avait gravées, rédigé par elle en mai 1693, a été publié, avec son testament olographe, par Jules Guiffrey dans Nouvelles archives de l'art français en 1877.

## Œuvre
- L'Apparition du Christ à saint Martin (Miles Christianus), huile sur toile de 81 x 64 cm datée de 1660 et exposée dans la salle 277 au Musée de l'Ermitage à Saint-Pétersbourg
- L’Assomption de la Sainte Vierge, eau forte, dans Le Messel romain, selon le règlement du Concile de Trente. Traduit en françois. Avec l’explication de toutes les Messes, & de leurs Cérémonies, pour tous les jours de l’année, Par le Sieur De Voisin, Prestre, Docteur en Théologie, Conseiller de Roy. 5 vol., Paris 1667.

### D'après Jacques Stella
- Les jeux et plaisris [sic] de l'enfance (1657)
- Les Pastorales (1667)[3]
- Le Mariage de sainte Catherine.
- Le Christ à la Colonne

### D'après Nicolas Poussin
- Moïse fait jaillir l'eau du rocher (1687) [4]
- La Crucifixion, ou Grand Calvaire.
- Saint Pierre et saint Jean guérissant le boiteux.

### Galerie

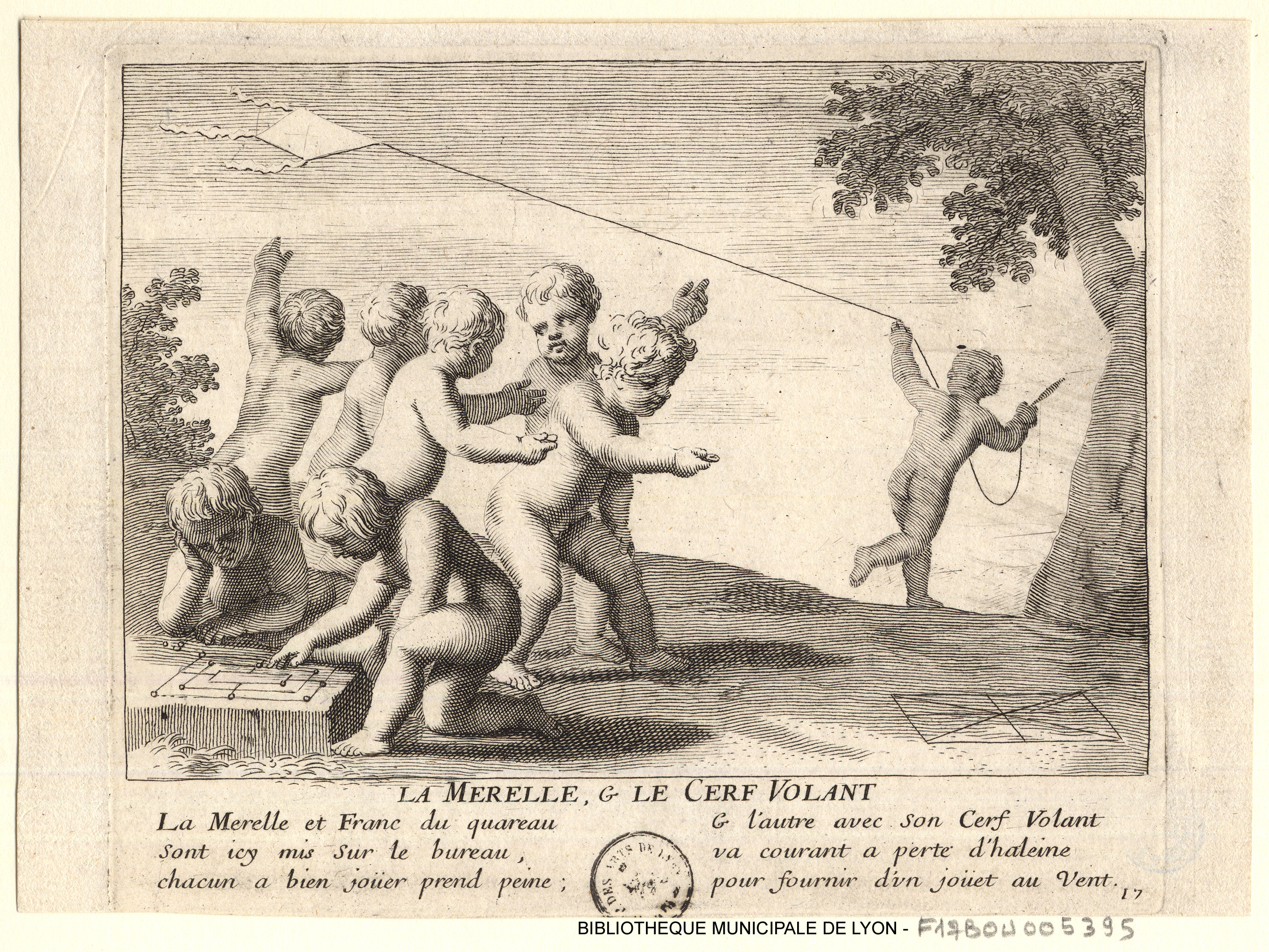
Scène 17 des Jeux et plaisirs de l'enfance, La Marelle et le cerf-volant, (1657)
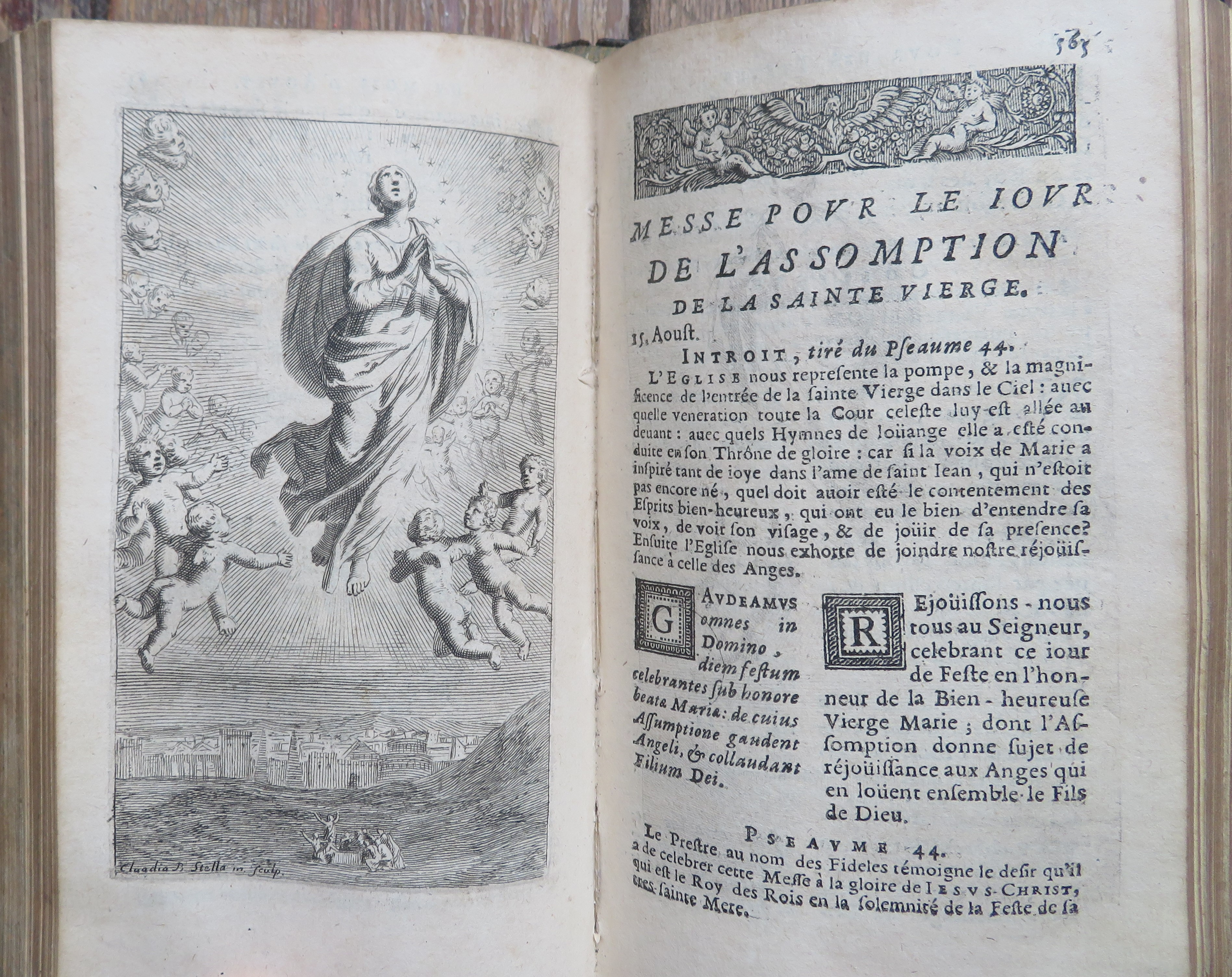
Claudine Bouzonnet Stella, L’Assomption de la Sainte Vierge. 1667. Signée : Claudia B. Stella in. Sculp. Lyon, Jamie Mulherron

## Iconographie

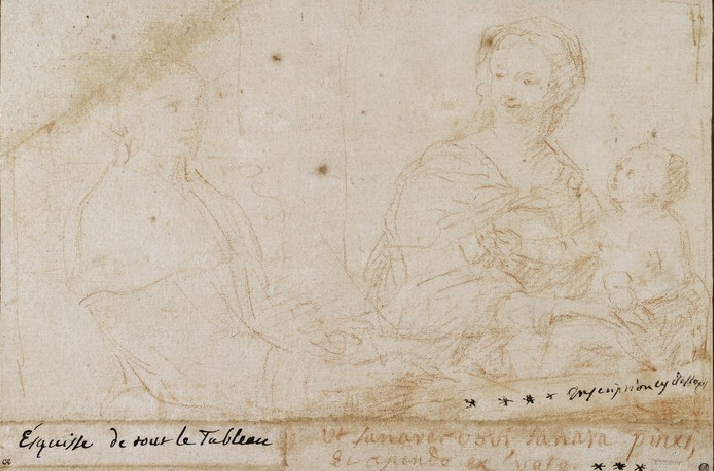
Claudine Bouzonnet-Stella en train de peindre une Vierge à l'Enfant (Oxford, Ashmolean Museum).

Au moins trois représentations de Claudine Bouzonnet-Stella ont été conservées. Un portrait à la mine de plomb et au crayon de couleur, exécuté par son oncle Jacques Stella et provenant de l'album Destailleur démonté en 1909, est conservé au musée Carnavalet à Paris. Deux autres dessins conservés au Ashmolean Museum d'Oxford représentent respectivement l'artiste tenant un pinceau et une palette et la même en train de peindre un tableau de la Vierge à l'Enfant. Ces deux dessins à la craie auraient été copiés au XVIIIe siècle d'après une œuvre perdue de Claudine Bouzonnet-Stella.